# Vilém Goppold von Lobsdorf (vívó, 1893–1945)
Vilém Alois Maria August Goppold von Lobsdorf (Cseh Királyság, Prága, 1893. augusztus 15. – Csehszlovákia, Terezín, 1945. július 7.) cseh párbajtőrvívó, olimpikon.
Az 1912. évi nyári olimpiai játékokon három vívószámban indult. Tőrvívásban és párbajtőrvívásban is egyéniben indult és nem szerzett érmet. Párbajtőrvívásban csapatban is versenyzett és a 7. helyen zártak.
Apja, Vilém Goppold von Lobsdorf olimpiai bronzérmes kardvívó. Testvére, Karel Goppold von Lobsdorf szintén olimpikon vívók.